# Patrimoine juif de Bourgogne-Franche-Comté
Le Patrimoine juif de Bourgogne-Franche-Comté répertorie les édifices et monuments juifs situés dans cette région francaise.

## Liste
(Départements 21-58-71-89 25-39-70-90)

### Patrimoine juif de Côte-d’Or (21)
| Monument                                                                               | Commune | Adresse                                       | Coordonnées    | Notice                        | Protection | Date                     | Illustration                          |
| -------------------------------------------------------------------------------------- | ------- | --------------------------------------------- | -------------- | ----------------------------- | ---------- | ------------------------ | ------------------------------------- |
| Cimetière                                                                              | Beaune  | avenue des Stades, carré cimetière municipal. | à géolocaliser |                               |            |                          | Image manquante Téléverser            |
| Synagogue de Dijon, Fondation Ed Kahn                                                  | Dijon   | 7, boulevard Carnot ; 7, rue de la Synagogue  | à géolocaliser | « PA00112747 » « IA21002461 » | inscrite   | 1873                     | Synagogue de Dijon, Fondation Ed Kahn |
| Centre Culturel Juif de Dijon CCJD et Radio Shalom                                     | Dijon   | 5, rue de la Synagogue                        | à géolocaliser |                               |            |                          | Image manquante Téléverser            |
| Mikvé Mei Mena'hem                                                                     | Dijon   | 13, rue Jean Cornu                            | à géolocaliser |                               |            | Inauguré le 19 juin 2011 | Image manquante Téléverser            |
| Ecole juive maternelle, primaire "Ohalei Mena'hem" et micro-crèche "le jardin de Haya" | Dijon   | 13, rue Jean-Cornu                            | à géolocaliser |                               |            |                          | Image manquante Téléverser            |
| cimetière israélite                                                                    | Dijon   | rue des Pejoces carré cimetière municipal     | à géolocaliser |                               |            |                          | Image manquante Téléverser            |
| Association Beth Habad                                                                 | Dijon   | 9, rue Jean-Renaud                            | à géolocaliser |                               |            |                          | Image manquante Téléverser            |

### Patrimoine juif du Doubs (25)
| Monument                                        | Commune     | Adresse                                  | Coordonnées                      | Notice                        | Protection | Date        | Illustration                                                    |
| ----------------------------------------------- | ----------- | ---------------------------------------- | -------------------------------- | ----------------------------- | --- | ----------- | --------------------------------------------------------------- |
| Synagogue de Besançon                           | Besançon    | 2, rue Mayence, 23 C, quai de Strasbourg | 47° 14′ 26″ nord, 6° 01′ 15″ est | « PA00101610 »                | classée | 1869 ; 1871 | Synagogue de BesançonVoir aussi : Histoire des Juifs à Besançon |
| ancienne Synagogue                              | Besançon    | 19, rue de la Madeleine                  | à géolocaliser                   |                               | |             | Image manquante Téléverser                                      |
| Cimetière juif de Besançon                      | Besançon    | rue Anne-Frank                           | 47° 15′ 22″ nord, 6° 02′ 56″ est |                               | |             | Cimetière juif de BesançonLe cimetière israélite de Besançon    |
| Musée de la Résistance                          | Besançon    |                                          | à géolocaliser                   |                               | |             | Image manquante Téléverser                                      |
| Ateliers des montres LIP créées par M. Lippmann | Besançon    |                                          | à géolocaliser                   |                               | |             | Image manquante Téléverser                                      |
| Synagogue de Montbéliard                        | Montbéliard | 8, rue de la Synagogue                   | 47° 30′ 27″ nord, 6° 47′ 49″ est | « PA00101796 » « IA00048695 » | inscrite. Voir aussi : Notice no IVR43_88250170V, sur la plateforme ouverte du patrimoine, base Mémoire, ministère français de la Culture | 1888        | Synagogue de Montbéliard                                        |

### Patrimoine juif de la Nièvre (58)
| Monument  | Commune | Adresse                                               | Coordonnées    | Notice | Protection | Date | Illustration               |
| --------- | ------- | ----------------------------------------------------- | -------------- | ------ | ---------- | ---- | -------------------------- |
| ACI       | Nevers  | rue Marcel-Paul                                       | à géolocaliser |        |            |      | Image manquante Téléverser |
| Cimetière | Nevers  | place des Jardins-Carrés au cimetière de l'Aiguillon. | à géolocaliser |        |            |      | Image manquante Téléverser |

### Patrimoine juif de Haute-Saône (70)
| Monument                 | Commune   | Adresse                        | Coordonnées                      | Notice         | Protection | Date | Illustration               |
| ------------------------ | --------- | ------------------------------ | -------------------------------- | -------------- | ---------- | ---- | -------------------------- |
| Communauté disparue      | Héricourt |                                | à géolocaliser                   |                |            |      | Image manquante Téléverser |
| Synagogue de Vesoul      | Vesoul    | 11 bis, rue du Moulin-des-Prés | 47° 37′ 16″ nord, 6° 09′ 26″ est | « PA00102293 » | inscrite   | 1875 | Synagogue de Vesoul        |
| Cimetière juif de Vesoul | Vesoul    | Rue Miroudot-de-Saint-Ferjeux  | 47° 37′ 54″ nord, 6° 09′ 33″ est |                |            | 1832 | Cimetière juif de Vesoul   |

### Patrimoine juif de Saône-et-Loire (71)
| Monument  | Commune          | Adresse             | Coordonnées    | Notice | Protection | Date | Illustration               |
| --------- | ---------------- | ------------------- | -------------- | ------ | ---------- | ---- | -------------------------- |
| Synagogue | Chalon-sur-Saône | 10, rue de Germigny | à géolocaliser |        |            | 1882 | Image manquante Téléverser |

### Patrimoine juif de l'Yonne (89)
| Monument             | Commune | Adresse                          | Coordonnées    | Notice         | Protection                                                    | Date        | Illustration               |
| -------------------- | ------- | -------------------------------- | -------------- | -------------- | ------------------------------------------------------------- | ----------- | -------------------------- |
| Ancienne synagogue   | Auxerre | rue Philibert-Roux - rue Joubert | à géolocaliser |                | Transformée en église Saint-Renobert d'Auxerre puis détruite. |             | Image manquante Téléverser |
| Synagogue de Chablis | Chablis | 10, 12, 14, rue des Juifs        | à géolocaliser | « PA00125336 » | inscrite. Voir aussi : Synagogue médiévale                    | XVIe siècle | Synagogue de Chablis       |
| Synagogue            | Sens    | 14, rue de la Grande-Juiverie    | à géolocaliser |                |                                                               |             | Image manquante Téléverser |

### Patrimoine juif du Territoire de Belfort (90)
| Monument                         | Commune     | Adresse                   | Coordonnées    | Notice               | Protection | Date | Illustration |
| -------------------------------- | ----------- | ------------------------- | -------------- | -------------------- | ---------- | ---- | --- |
| Synagogue de Belfort             | Belfort     | 6, rue de l'As-de-Carreau | à géolocaliser | « PA00101143 »       | inscrite   | 1857 | Synagogue de Belfort« Horloge de la synagogue de Belfort », sur patrimoine-horloge.fr (consulté le 27 juin 2023). |
| Cimetière israélite              | Belfort     | 51 faubourg de Lyon       | à géolocaliser | « IA88000548 »       |            | 1872 | Image manquante Téléverser                                                                                        |
| Ancienne synagogue               | Foussemagne | rue d'Alsace              | à géolocaliser | « PA00101148 »       |            | 1875 | Ancienne synagogue« Foussemagne est le seul village en France où il y a une synagogue et pas d'église »           |
| Musée en création                | Foussemagne |                           | à géolocaliser | Musée, Foussemagne   |            |      | Image manquante Téléverser                                                                                        |
| Plaque commémorative déportation | Rougegoutte |                           | à géolocaliser | Plaque commémorative |            |      | Image manquante Téléverser                                                                                        |